# 蔡达建
蔡达建（1964年—），江苏如皋人，中华人民共和国投资人，深圳市高特佳投资集团有限公司董事长。

## 生平

### 早年
据蔡达建妻子的公开信，蔡达信生于农村贫困家庭，兄弟姐妹众多。1979年，蔡达建考入中国矿业学院采矿专业。1983年，他本科毕业，被分配到化工部化工矿山设计研究院。离开设计院前，他已升至项目负责人。

### 进入金融界
1992年，蔡达建辞去设计院的工作，前往深圳市，到中国农业发展信托投资公司深圳代表处工作。1995年10月，他转投君安证券有限公司。报道称，蔡达建当时为君安证券推动了辽通化工并购锦西化肥等项目，随后被提拔为君安证券投资银行部副总经理、君安证券北京投资银行部总经理。君安证券与国泰证券合并后，蔡达建曾担任国泰君安证券股份有限公司收购兼并三部总经理。

### 高特佳
2001年，坊间传闻创业板即将问世。为此，国泰君安证券创办高特佳创业投资有限公司。高特佳的投资委员会成员均来自国泰君安。蔡达建被任命为高特佳的董事长。2003年，政府禁止券商进行直接股权投资，国泰君安证券剥离了高特佳的股权。高特佳成立之初，曾尝试投资石油天然气勘探、医疗器械、房地产、券商、信托、保险等行业，结果并不好。2004年高特佳投资的迈瑞医疗两年后成功在美国上市，高特佳之后将重点放在了医疗行业。据报道，趁着股权分置改革催生的牛市，高特佳一年里在股市中盈利一亿元人民币，为之后的投资储备了资金。然而，高特佳之后投资的两家血液制品公司湖南景达生物工程有限公司、江西博雅生物制药股份有限公司却惹出了麻烦。景达生物内部管理混乱，又与紫光古汉陷入南岳制药有限公司控股权争夺。争夺中，景达生物董事长毛金武被刑事拘留，公司陷入混乱。2008年6月，南昌大学第二附属医院六名患者静脉注射博雅生物出品的人免疫球蛋白后出现不良反应而死亡。国家食品药品监督管理局介入调查，博雅生物所有批号的静脉注射人免疫球蛋白被暂停销售和使用。不过，博雅生物最终在2012年登陆创业板，成功上市。据2013年初的报道，这笔投资给高特佳带来超过20倍的回报。
截至2020年，高特佳资产管理规模超过200亿元人民币，旗下有25支医疗健康产业基金；公司投资过的企业超过140家，其中有超过70家医疗企业，公司成功推动了逾20家企业上市。据称，蔡达建在2020年初退出了高特佳的经营一线，仅保留董事长职务，不参与日常经营管理。高特佳对外声称公司股权分散，没有实际控制人。然而，有媒体调查工商注册资料和代持协议，认为自2017年4月26日起高特佳的实际控制人是蔡达建。有媒体计算，截至2020年9月，蔡达建持有高特佳约56%的股份。

### 被妻子举报
2020年9月初，《致每一位高特佳人的公开信》在网上流传，作者自称为蔡达建的妻子金惠丽。文章指控蔡达建与女下属张某同居并事实上重婚、非婚生育一女、找泰国女子代孕生育儿子，侵害夫妻共同财产，可能也侵害了高特佳公司的财产；文章称，蔡达建为张某购买豪宅、豪车，与张某乘头等舱、商务舱出行并入住五星级酒店；金惠丽称，由于蔡达建忙于同张某生活、寻找代孕生子，无心顾及公司，导致高特佳业绩下滑、并购丹霞生物项目失控；此外，公开信指控蔡达建与多名女下属发生过性关系，并为她们牟取不正当利益。
高特佳集团回应称，不便评论董事长的私生活；公司各项业务已转移至新平台高特佳弘瑞，蔡达建在高特佳弘瑞没有任何职务，不参与运营；公司已成立小组调查涉及公司财产的问题。高特佳控股的上市公司博雅生物与高特佳联合出资并购丹霞生物。博雅生物就此事件回应称，蔡达建不担任公司的董事、监事、高管职务，高特佳与蔡达建均不干预公司运营，此事件对博雅生物没有影响。然而，有媒体认为，蔡达建是博雅生物的实际控制人，并且参与了并购丹霞生物的决策。

## 个人生活
据《致每一位高特佳人的公开信》，蔡达建与妻子金惠丽约在1987年结婚，两人有两个女儿；金惠丽在1980年代初大学毕业，2010年成为全职太太，之前是香港某设计公司驻深圳首席代表。
公开信称，蔡达建与女下属张某生有一个女儿，这个女儿于2015年1月出生在美国洛杉矶。
蔡达建喜欢足球，尤其喜欢曼彻斯特联足球俱乐部及亚历克斯·弗格森。他是广东华南虎足球俱乐部的创始人之一。